# Lijst van spelers met 100 of meer doelpunten in de Premier League

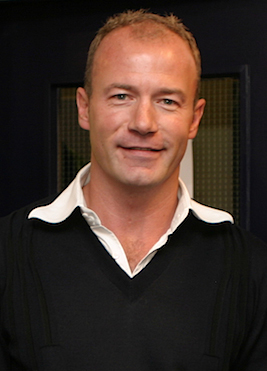
Alan Shearer is recordhouder met 260 doelpunten, 47 meer dan Harry Kane

Hieronder volgt een lijst van 34 voetballers die 100 of meer doelpunten hebben gescoord in de Premier League sinds de oprichting van de hoogste Engelse voetbaldivisie in 1992, en die bijgevolg lid werden van The 100 Club (Club van 100). Alan Shearer is recordhouder met 260 doelpunten. Harry Kane (213), Wayne Rooney (208) en Shearer zijn voorlopig de enige spelers met meer dan 200 doelpunten. Van de spelers die heden in de Premier League actief zijn heeft Mohamed Salah (Liverpool) de meeste doelpunten gescoord: 186 doelpunten. 
Shearer, houder van het doelpuntenrecord, is bovendien de snelste speler met 100 doelpunten in de Premier League: hij had er 124 wedstrijden en vier edities van de Premier League voor nodig. Voorts is Shearer de enige speler die meer dan 100 doelpunten heeft gescoord voor twee verschillende clubs: tussen 1992 en 1996 voor Blackburn Rovers (112) en tussen 1996 en 2006 ook voor Newcastle United (148).
Harry Kane (Tottenham Hotspur) scoorde 100 doelpunten uit 147 wedstrijden en 200 doelpunten uit 304 wedstrijden. Hiermee haalt Kane anno 2024 een ratio van 0,67 doelpunten per wedstrijd, wat één honderdste minder is dan het hoogste. De Fransman Thierry Henry, slechts één van drie buitenlanders (niet-Engelsen) in de top tien, behaalt van alle 34 voetballers het hoogste rendement (0,68 doelpunten per wedstrijd). Frank Lampard (West Ham United, Chelsea, Manchester City) scoorde 177 maal op de positie van aanvallende middenvelder.
De laatste speler die anno 2025 de Club van 100 vervoegde was de Zuid-Koreaan Son Heung-min op 8 april 2023. Son werd daarmee de eerste Aziaat die daarin slaagde. Hij scoorde zijn 100ste doelpunt – net als alle voorgaande goals – voor Tottenham Hotspur. Reeds in de tiende minuut maakte Son de openingstreffer tijdens een thuiswedstrijd van Tottenham Hotspur tegen Brighton, een 2–1 overwinning in het Tottenham Hotspur Stadium. Robin van Persie (144) en Jimmy Floyd Hasselbaink (127) zijn de Nederlanders, Romelu Lukaku (121) is de enige Belg. 
De 34 voetballers worden gerangschikt op aantal doelpunten en vervolgens, bij een gelijke stand, op doelpuntengemiddelde. Het aantal gescoorde doelpunten per club – waar dat van toepassing is – wordt eveneens weergegeven. Het begin en einde van de periode zijn het jaar waarin de speler zijn eerste doelpunt scoorde en het jaar waarin de speler zijn laatste doelpunt scoorde.

## Spelers
| Vet     | spelers die actief zijn in het seizoen 2024/25 en huidige club      |
| Cursief | spelers die anno 2024 nog actief zijn buiten de Premier League      |
| (...)   | aantal gescoorde doelpunten voor bepaalde club                      |
| Ratio   | gemiddelde van wedstrijden en doelpunten / doelpunten per wedstrijd |

| Rank | Land                        | Speler                  | Weds. | Goals | Ratio | Periode    | Clubs |
| ---- | --------------------------- | ----------------------- | ----- | ----- | ----- | ---------- | --- |
| 1°   | Vlag van Engeland           | Alan Shearer            | 441   | 260   | 0.59  | 1992–2006  | Blackburn Rovers (112), Newcastle United (148)                                                                          |
| 2°   | Vlag van Engeland           | Harry Kane              | 320   | 213   | 0.67  | 2014–2023  | Tottenham Hotspur |
| 3°   | Vlag van Engeland           | Wayne Rooney            | 491   | 208   | 0.42  | 2002–2018  | Everton (25), Manchester United (183)                                                                                   |
| 4°   | Vlag van Engeland           | Andy Cole               | 414   | 187   | 0.45  | 1993–2007  | Newcastle United (43), Manchester United (93), Blackburn Rovers (27), Fulham (12), Manchester City (9), Portsmouth (3)  |
| 5°   | Vlag van Egypte             | Mohamed Salah           | 301   | 186   | 0.62  | 2014–heden | Chelsea (2), Liverpool (184)                                                                                            |
| 6°   | Vlag van Argentinië         | Sergio Agüero           | 275   | 184   | 0.67  | 2011–2021  | Manchester City |
| 7°   | Vlag van Engeland           | Frank Lampard           | 609   | 177   | 0.29  | 1997–2015  | West Ham United (24), Chelsea (147), Manchester City (6)                                                                |
| 8°   | Vlag van Frankrijk          | Thierry Henry           | 258   | 175   | 0.68  | 1999–2012  | Arsenal |
| 9°   | Vlag van Engeland           | Robbie Fowler           | 379   | 163   | 0.43  | 1993–2008  | Liverpool (128), Leeds United (14), Manchester City (21)                                                                |
| 10°  | Vlag van Engeland           | Jermain Defoe           | 496   | 162   | 0.33  | 2001–2018  | West Ham United (18), Tottenham Hotspur (91), Portsmouth (15), Sunderland (34), Bournemouth (4)                         |
| 11°  | Vlag van Engeland           | Michael Owen            | 326   | 150   | 0.46  | 1997–2013  | Liverpool (118), Newcastle United (26), Manchester United (5), Stoke City (1)                                           |
| 12°  | Vlag van Engeland           | Les Ferdinand           | 351   | 149   | 0.42  | 1992–2004  | QPR (60), Newcastle United (41), Tottenham Hotspur (33), West Ham United (2), Leicester City (12), Bolton Wanderers (1) |
| 13°  | Vlag van Engeland           | Teddy Sheringham        | 418   | 146   | 0.35  | 1992–2006  | Nottingham Forest (1), Tottenham Hotspur (97), Manchester United (31), Portsmouth (9), West Ham United (8)              |
| 14°  | Vlag van Engeland           | Jamie Vardy             | 342   | 145   | 0.42  | 2014–2025  | Leicester City |
| 15°  | Vlag van Nederland          | Robin van Persie        | 280   | 144   | 0.51  | 2004–2015  | Arsenal (96), Manchester United (48)                                                                                    |
| 16°  | Vlag van Nederland          | Jimmy Floyd Hasselbaink | 288   | 127   | 0.44  | 1997–2006  | Leeds United (34), Chelsea (69), Middlesbrough (22), Charlton Athletic (2)                                              |
| 16°  | Vlag van Zuid-Korea         | Son Heung-min           | 333   | 127   | 0.38  | 2015–heden | Tottenham Hotspur |
| 18°  | Vlag van Ierland            | Robbie Keane            | 349   | 126   | 0.36  | 1999–2012  | Coventry City (12), Leeds United (13), Tottenham Hotspur (91), Liverpool (5), West Ham United (2), Aston Villa (3)      |
| 19°  | Vlag van Frankrijk          | Nicolas Anelka          | 364   | 125   | 0.34  | 1997–2014  | Arsenal (23), Liverpool (4), Manchester City (37), Bolton Wanderers (21), Chelsea (38), West Bromwich Albion (2)        |
| 20°  | Vlag van Trinidad en Tobago | Dwight Yorke            | 375   | 123   | 0.33  | 1992–2008  | Aston Villa (60), Manchester United (48), Blackburn Rovers (12), Birmingham City (2), Sunderland (1)                    |
| 20°  | Vlag van Engeland           | Raheem Sterling         | 396   | 123   | 0.31  | 2012–heden | Liverpool (18), Manchester City (91), Chelsea (14), Arsenal (0)                                                         |
| 22°  | Vlag van België             | Romelu Lukaku           | 278   | 121   | 0.44  | 2012–2022  | West Bromwich Albion (17), Everton (68), Manchester United (28), Chelsea (8)                                            |
| 23°  | Vlag van Engeland           | Steven Gerrard          | 504   | 120   | 0.24  | 2000–2015  | Liverpool |
| 24°  | Vlag van Engeland           | Ian Wright              | 213   | 113   | 0.53  | 1992–1999  | Arsenal (104), West Ham United (9)                                                                                      |
| 25°  | Vlag van Senegal            | Sadio Mané              | 263   | 111   | 0.42  | 2014–2022  | Southampton (21), Liverpool (90)                                                                                        |
| 25°  | Vlag van Engeland           | Dion Dublin             | 312   | 111   | 0.36  | 1992–2004  | Manchester United (2), Coventry City (61), Aston Villa (48)                                                             |
| 27°  | Vlag van Engeland           | Emile Heskey            | 516   | 110   | 0.21  | 1995–2012  | Leicester City (33), Liverpool (39), Birmingham City (14), Wigan Athletic (15), Aston Villa (9)                         |
| 28°  | Vlag van Wales              | Ryan Giggs              | 632   | 109   | 0.17  | 1992–2013  | Manchester United |
| 29°  | Vlag van Engeland           | Peter Crouch            | 468   | 108   | 0.23  | 2002–2018  | Aston Villa (6), Southampton (12), Liverpool (22), Portsmouth (11), Tottenham Hotspur (12), Stoke City (45)             |
| 30°  | Vlag van Engeland           | Paul Scholes            | 499   | 107   | 0.21  | 1994–2013  | Manchester United |
| 31°  | Vlag van Engeland           | Darren Bent             | 276   | 106   | 0.38  | 2001–2014  | Ipswich Town (1), Charlton Athletic (31), Tottenham Hotspur (18), Sunderland (32), Aston Villa (21), Fulham (3)         |
| 32°  | Vlag van Ivoorkust          | Didier Drogba           | 254   | 104   | 0.41  | 2004–2015  | Chelsea |
| 33°  | Vlag van Portugal           | Cristiano Ronaldo       | 236   | 103   | 0.44  | 2003–2022  | Manchester United |
| 34°  | Vlag van Engeland           | Matthew Le Tissier      | 270   | 100   | 0.37  | 1992–2001  | Southampton |

| 1. |

Statistieken correct tot 25 mei 2025.